# شيمون مناحيم
شيمون مناحيم هو لاعب كرة قدم إسرائيلي في مركز الدفاع، ولد في 21 ديسمبر 1964 في إسرائيل. شارك مع منتخب إسرائيل لكرة القدم. أما مع النوادي، فقد لعب مع مكابي نتانيا.

## وصلات خارجية
- شيمون مناحيم على موقع قاعدة بيانات كرة القدم.إي يو (الإنجليزية)
- شيمون مناحيم على موقع ناشيونال فوتبول تيمز (الإنجليزية)